# Ferdinando Bozzi
Ferdinando Bozzi (Monfalcone, 24 febbraio 1957 – Mattie, 20 luglio 2025) è stato un calciatore italiano, di ruolo attaccante.

## Biografia
Nato a Monfalcone in provincia di Gorizia, visse per diversi anni a San Benedetto del Tronto. Si trasferì poi a Torino, dove lavorò come rappresentante di libri.
Dal suo unico matrimonio ebbe un figlio, Matteo, nato nel 1979 proprio a Sambenedetto del Tronto. Ferdinando Bozzi aveva anche un fratello minore, Marco, anch'egli calciatore.

## Caratteristiche tecniche
Egli stesso si definiva un attaccante di movimento che crea spazi per i compagni.

## Carriera

### Club
È tra le file del Torino nella stagione 1975-1976 ma non esordisce in Serie A. Nel 1976 si trasferisce al Benevento dove gioca 22 partite di Serie C realizzando 5 gol. Arriva a San Benedetto del Tronto col nominativo di bomber. Nonostante ciò, dopo una partita fu aggredito da un tifoso ma il tutto si risolse subito e i due si chiarirono sui motivi dello scontro. In seguito diviene uno dei beniamini della tifoseria, e nell'ultima stagione alla Sambenedettese indossa anche la fascia di capitano. Nella partita contro il Taranto si rompe la caviglia, concludendo praticamente la stagione dopo poche settimane. Ritorna a disputare gli ultimi incontri di campionato prima di trasferirsi.
Successivamente gioca con Cesena (con cui ottiene la promozione in Serie A nella stagione 1980-1981, senza tuttavia essere confermato per la stagione successiva in massima serie), Francavilla, Sanremese, Giulianova, Pinerolo, Tortoreto, Saviglianese e Collegno. Nel frattempo apre una libreria a Torino..
Nel 1990 conclude la sua carriera a 33 anni, collezionando 102 presenze ed 8 reti in Serie B. Sono 130 le presenze in Serie C, con 12 gol all'attivo.
(Ferdinando Bozzi)

## Palmarès

### Club

#### Competizioni nazionali
- Serie A: 1

Torino: 1975-1976
- Serie B: 1

Cesena 1980-1981
- Campionato Interregionale: 1

Saviglianese 1986-1987